# Marianina khaleesi
Marianina khaleesi (F.V. Silva, Azevedo & Matthews-Cascon, 2014) è un mollusco nudibranchio della famiglia Tritoniidae.

## Etimologia
Il nome della specie deriva dall'appellativo "khaleesi" con cui viene chiamato il personaggio Daenerys Targaryen nella serie di romanzi fantasy Cronache del ghiaccio e del fuoco, con riferimento alla fascia argentea presente sul suo dorso che richiama i capelli del personaggio, in particolare la versione di Emilia Clarke nell'adattamento televisivo Il Trono di Spade.

## Descrizione
M. khaleesi è circa 12 mm, con un corpo snello e bianco, il cui dorso presenta una fascia bianca che parte dagli occhi e finisce sulla coda. È l'unica specie del genere Tritonia con un dente rachidiano unicuspide in forma adulta.

## Distribuzione e habitat
La specie fu scoperta nelle acque del nordest del Brasile, nel sud dell'Oceano Atlantico.